# District de Jbeil
Le caza de Jbeil (arabe : قضاء جبيل) est un caza (district) du Gouvernorat du Mont-Liban (En arabe : محافظة جبل لبنان), Liban, situé au nord-est de la capitale libanaise Beyrouth. Le chef lieu du caza, est Byblos, qui porte aussi le nom de Jbeil.
Le caza est limité par les frontières naturelles suivantes : le fleuve Al-Madfoun (au nord), le fleuve Nahr Ibrahim (au sud), la mer Méditerranée (à l'ouest) et la chaîne du Mont-Liban (à l'est) qui sépare le caza de la vallée de la Bekaa. 

## Démographie
Le caza est composé d'une majorité chrétienne, particulièrement maronite. Il existe également une importante communauté chiite, concentrée essentiellement dans les villages de Aalmat, Ras Osta, Hjoula, Bichtlida, Lassa, et Mazraat Es Siyad. Une minorité grecque orthodoxe est répartie dans plusieurs villages communément appelés "Qornet el Roum" (Le coin des Byzantins). Cette sous-région englobe essentiellement les villages suivants : Mounsef, Jeddayel, Helwe, Berbara, Gharzouz, et Chikhane.
Jbeil est représenté au parlement libanais par 3 députés, dont 2 maronites et un chiite.

## Répartition confessionnelle des électeurs (2015)
https://www.almanar.com.lb/9564502
| Confessions          | Pourcentage (2022) | Pourcentage (2015) |
| Chrétiens (total)    | 75,47 %            | 76,02 %            |
| -------------------- | ------------------ | ------------------ |
| Arméniens-orthodoxes | 1,13 %             | 0,6 %              |
| Grecs-orthodoxes     | 2,98 %             | 4,55 %             |
| Maronites            | 70,68 %            | 67,32 %            |
| Grecs-catholiques    | 0,4 %              | 1,89 %             |
| Autres chrétiens     | 0,27 %             | 2,26 %             |
| Musulmans (total)    | 24,52 %            | 23,98 %            |
| Sunnites             | 2,70%              | 3,37 %             |
| Chiites              | 21,78 %            | 19,91 %            |
| Druzes               | 0 %                | 0,01 %             |
| Alaouites            | 0,03 %             | 0,01 %             |

## Attraits touristiques
Le port de Jbeil abrite un grand nombre de sites archéologiques et d'attraits touristiques. Sa capitale Byblos est un important centre historique et archéologique de l'époque phénicienne.

## Villes et villages du caza de Jbeil
| Aabaydat         | Aalmat Ech Chmaliyeh | Aalmat Ej Jnoubiyeh |           |  |       |      |
| Amchit           | Annaya               | Aaqoura             | Adonis    |  |       |      |
| Afqa             | Ain Ed Delbeh        | Ain El Ghouaybeh    |           |  |       |      |
| Ain Jrain        | Ain Kfaa             | Bazyoun             |           |  |       |      |
| Bchilleh         | Beer El Hit          | Behdidat            | Bejjeh    |  |       |      |
| Bekhaaz          | Berbara              | Bichtlida           |           |  |       |      |
| Bentaël          | Birket Hjoula        | Blat                |           |  |       |      |
| Boulhos          | Brayj                | Chatine             | Chikhane  |  |       |      |
| Chmout           | Edde                 | Ehmej               | Fatreh h  |  | Fghal | Frat |
| Ghabat           | Ghalboun             | Gharzouz            | Ghorfine  |  |       |      |
| Habil            | Halate               | Haqel               |           |  |       |      |
| Hay El Aarabeh   | Hbaline              | Hboub               |           |  |       |      |
| Hdayneh          | Hjoula               | Hosrayel            |           |  |       |      |
| Hsarat           | Hsoun                | Jaj                 |           |  |       |      |
| Janneh           | Jbeil                | Jeddayel            | Jenjol    |  |       |      |
| Jlisseh          | Jouret El Qattine    | Kafr                | Kfar Hbal |  |       |      |
| Kfar Hitta       | Kfar Kiddeh          | Kfar Masshoun       |           |  |       |      |
| Kfar Qouas       | Kfoun                | Laqlouq             | Lassa     |  |       |      |
| Lehfed           | Maad                 | Majdel              |           |  |       |      |
| Marj             | Mastita              | Mayfouq             |           |  |       |      |
| Mazraat Es Siyad | Mazarib              | Mchane              | Mghayreh  |  |       |      |
| Mechmech         | Mounsef              | Nahr Ibrahim        |           |  |       |      |
| Qahmez           | Qartaba              | Qartaboun           |           |  |       |      |
| Qorqraiya        | Qottara              | Ram                 |           |  |       |      |
| Ras Osta         | Rihaneh              | Seraaita            |           |  |       |      |
| Souaneh          | Tartej               | Tourzaiya           |           |  |       |      |
| Yanouh           | Zibdine              |                     |           |  |       |      |